# Top 100 du British Film Institute TV
Le Top 100 du British Film Institute TV est un classement des cent meilleurs programmes télévisés britanniques de l'histoire de la télévision établi par le British Film Institute en 2000.
Tous les programmes étaient éligibles à l'exception des informations et des retransmissions sportives.

## Top 100
1. L'Hôtel en folie (Fawlty Towers)
2. Cathy Come Home (The Wednesday Play (en))
3. Doctor Who
4. L'Homme que je suis (The Naked Civil Servant)
5. Monty Python's Flying Circus
6. Blue Peter
7. Boys from the Blackstuff (en)
8. Parkinson (en)
9. Yes Minister / Yes prime minister
10. Retour au château (Brideshead Revisited)
11. Abigail's Party (en) (Play for Today)
12. Moi Claude empereur (I, Claudius)
13. Dad's Army
14. The Morecambe & Wise Show
15. Edge of Darkness
16. Blackadder Goes Forth
17. Absolutely Fabulous
18. The Wrong Trousers
19. The World at War
20. The Singing Detective
21. Pennies from Heaven (en)
22. The Jewel in the Crown
23. Who Wants to be a Millionaire?
24. Hancock's Half Hour (en)
25. Our Friends in the North (en)
26. 28 Up
27. The War Game (The Wednesday Play (en))
28. Le Manège enchanté (The Magic Roundabout)
29. That Was The Week That Was (en)
30. An Englishman Abroad (en)
31. The Royle Family (en)
32. Life On Earth (en)
33. The Old Grey Whistle Test
34. University Challenge
35. Porridge (série télévisée) (en)
36. Blue Remembered Hills (en) (Play for Today)
37. Mastermind
38. I'm Alan Partridge (en)
39. Cracker
40. Coronation Street
41. Top of the Pops
42. Inspecteur Morse (Inspector Morse)
43. Grange Hill
44. Steptoe and Son
45. Only Fools and Horses
46. Auf Wiedersehen, Pet (en) (series 1)
47. Tiswas (en)
48. Elgar (en) (Monitor (en))
49. Nuts in May (en) (Play for Today)
50. Father Ted
51. Chapeau melon et bottes de cuir (The Avengers)
52. Tinker Tailor Soldier Spy (en)
53. La Dynastie des Forsyte (The Forsyte Saga)
54. Hillsborough
55. Dennis Potter: The Last Interview (en) (Without Walls Special)
56. Bar Mitzvah Boy (en) (Play for Today)
57. Edna, the Inebriate Woman (en) (Play for Today)
58. Live Aid for Africa
59. World In Action (en)
60. Les Sentinelles de l'air (Thunderbirds)
61. Talking Heads / Talking Heads 2 (en)
62. Ready Steady Go!
63. Z-Cars
64. La Bataille de Culloden
65. The Ascent of Man (en)
66. A Very British Coup (en)
67. Civilisation (en)
68. Prime Suspect
69. The Likely Lads (en) / Whatever Happened to the Likely Lads? (en)
70. Have I Got News for You (en)
71. Le Bonhomme de neige
72. Sur la terre des dinosaures
73. 1984
74. The Fall and Rise of Reginald Perrin (en)
75. Quatermass and the Pit (en)
76. Between the Lines (en)
77. Blind Date
78. Talking to a Stranger (en) (Theatre 625 (en))
79. The Borrowers (en)
80. One Foot in the Grave
81. Later... with Jools Holland
82. Tutti Frutti
83. The Knowledge (en)
84. House of Cards
85. This is Your Life (en)
86. The Tube (en)
87. The Death of Yugoslavia (en)
88. Till Death Us Do Part (en)
89. A Very Peculiar Practice (en)
90. Michael Moore's TV Nation
91. La Vie en face (série télévisée) (This Life)
92. Death on the Rock (en) (This Week (en))
93. Nazisme: un avertissement de l'Histoire (The Nazis - A Warning From History)
94. Drop the Dead Donkey (en)
95. Arena (en)
96. The Railway Children
97. Les Télétubbies
98. Spitting Image
99. Orgueil et Préjugés (Pride and Prejudice)
100. Made in Britain